# The Trooper of Troop K
The Trooper of Troop K er en amerikansk stumfilm fra 1917 af Harry A. Gant.